# Like Water (EP)
Like Water é o extended play de debut da cantora sul-coreana Wendy. O EP foi lançado em 5 de abril de 2021 pela SM Entertainment e consiste em cinco faixas, incluindo as duas faixas-título, "When This Rain Stops" e "Like Water". O EP faz de Wendy a primeira integrante do Red Velvet a fazer uma estréia solo.

## Histórico
As notícias do EP foram publicadas pela primeira vez em 10 de março pelo canal de entretenimento sul-coreano StarNews. A publicação alegou que Wendy estava trabalhando em um álbum solo planejado para lançamento em abril. Logo após o relatório, SM confirmou que a cantora lançaria um projeto solo em algum momento do próximo mês, embora uma data específica não tenha sido anunciada na época. "Wendy está trabalhando com o objetivo de lançar um álbum solo em abril. Por favor, esperem por isso", afirmou a empresa. Antes do lançamento do EP, Wendy estava em um hiato de um ano devido a um acidente de palco durante o festival de música Gayo Daejeon 2019. Ela sofreu uma fratura pélvica e pulso quebrado, entre outros ferimentos, e teve que ser hospitalizada por dois meses.
O teaser do videoclipe oficial para a faixa-título foi lançado no YouTube e na Naver TV através dos canais oficiais da SM Entertainment à meia-noite de 2 de abril. Um segundo teaser foi lançado no dia seguinte, que mostra Wendy brilhando enquanto ela é banhada pelo pôr do sol como o brilho, neste teaser cor de âmbar. Ela é cercada por gotas de água e flores frescas e um som instrumental celestial preenche o fundo. Perto do final, Wendy atinge as notas altas, usando um vestido vermelho. O vídeo foi lançado junto com a música em 5 de abril e apresenta Wendy cantando a música sozinha em uma mansão cheia de plantas crescidas. Ele também apresenta fotos da cantora em um pavilhão de vidro, da mesma forma cercada por uma flora vermelha brilhante.

## Composição
O EP contém cinco faixas. "Like Water" é descrita como uma balada pop acústica caracterizada pelos vocais puros de Wendy. Escrita pelos proeminentes compositores sul-coreanos Kenzie e Yoo Young-jin, a canção oferece as mais profundas epifanias de Wendy enquanto ela reflete sobre as bênçãos daqueles que estiveram ao seu lado em cada etapa da vida. A suave mistura de sons de guitarra e banda na música mantém o ritmo efervescente antes que ela termine com um final relaxante e reforce o refrão com suas notas agudas características.
"When This Rain Stops" é um balada de piano que envia uma mensagem de empatia e força.A música é acompanhada por uma melodia de piano leve, mas constante, combinada com os vocais dinâmicos de Wendy. Há muito pouco espaço para ela descansar durante a canção, o que confere um senso de urgência à narrativa. As letras parecem fortemente influenciadas por sua própria experiência pessoal no ano passado, quando ela lutou para se recuperar em uma atmosfera de incerteza. "Why Can't You Love Me?" é uma alegre faixa inspirada na primavera sobre um amor unilateral. "The Road" é uma canção de rock moderno. "Best Friend" apresenta a colega de banda do Red Velvet Seulgi e explora vários gêneros que vão do pop ao rock.

## Lista de músicas
| N.º            | Título                     | Letras               | Música                                                           | Arranjo                                                          | Duração |  |
| 1.             | "When This Rain Stops"     | minGtion             | minGtion                                                         | minGtion                                                         | 4:03    |  |
| 2.             | "Like Water"               | Kenzie Yoo Young-jin | Coach&Sendo Anne Judith Stokke Wik                               | Coach&Sendo                                                      | 4:20    |  |
| 3.             | "Why Can't You Love Me?"   | Koo Tae-woo          | Jamie Jones Matt Wong Lamont Neuble Tim Stewart Paulina Cerrilla | Jamie Jones Matt Wong Lamont Neuble Tim Stewart Paulina Cerrilla | 2:48    |  |
| 4.             | "The Road"                 | Lee Ju-hyung         | Lee Ju-hyung Kwon Ae-jin                                         | Lee Ju-hyung                                                     | 4:15    |  |
| 5.             | "Best Friend (com Seulgi)" | Kim Yeon-seo         | minGtion Kim Yeon-seo                                            | minGtion                                                         | 3:30    |  |
| Duração total: | Duração total:             | Duração total:       | Duração total:                                                   | Duração total:                                                   | 18:56   |  |

## Gráficos
| Gráfico (2021)             | Melhor posição |
| -------------------------- | -------------- |
| Álbuns japoneses (Oricon)  | 35             |
| Álbuns sul-coreanos (Gaon) | 4              |

## Histórico de lançamento
| Região        | Data               | Formato                       | Gravadora                |
| ------------- | ------------------ | ----------------------------- | ------------------------ |
| Vários        | 5 de abril de 2021 | CD digital download streaming | SM Entertainment Dreamus |
| Coreia do Sul | 28 de maio de 2021 | LP                            | SM Entertainment         |